# Мних Євген Володимирович
Мних Євген Володимирович (28 квітня 1948 року, с. Заболотці, нині Іваничівського району Волинської області - 24 листопада 2014) — український економіст, доктор економічних наук (1991), професор (1991).
Працював завідувачем кафедри фінансового аналізу і контролю на факультеті обліку, аудиту та економічної кібернетики Київського національного торговельно-економічного університету.

## Біографія
Закінчив економічний факультет Львівського університету ім. І.Франка у 1972 році. У 1972–1975 р. навчався в аспірантурі Львівського університету на кафедрі економіки промисловості, у 1975 р. захистив кандидатську дисертацію на тему: «Проблеми раціонального використання паливно-енергетичних ресурсів західних областей України». У 1975–1988 рр. працював в університеті на посадах доцента (1976–1980), заступник декана економічного факультету (1980–1984), завідувач кафедри бухгалтерського обліку, фінансів і статистики (1984–1988). У 1988-91 рр. навчався у докторантурі Київського інституту народного господарства і у 1991 році захистив докторську дисертацію на тему «Методика і організація комплексного економічного аналізу ефективності використання паливно-енергетичних ресурсів». 1991‑1993 рр. — професор кафедри обліку, фінансів і статистики. 1993–2004 рр. — завідувач кафедри обліку і аудиту Львівського університету. З 2004 року працював завідувачем кафедри фінансового аналізу і контролю на факультеті обліку, аудиту та економічної кібернетики Київського національного торговельно-економічного університету.
Засновник української наукової школи економічного аналізу. Підготував 3 докторів економічних наук і 35 кандидатів економічних наук. Був членом Методологічної ради з бухгалтерського обліку Міністерства фінансів України.

## Нагороди та відзнаки
- Знак «Петро Могила»

## Наукові праці
- Экономическая оценка целевого использования топлива: Монографія. Л., 1981
- Анализ эффективности использования топливно-энергетических ресурсов: Монографія. Л., 1991
- Економічний аналіз на промисловому підприємстві: навчальний посібник. К., 1996
- Економічний аналіз: навчальний посібник. Л., 2000
- Економічний аналіз. Практикум. К., 2005
- Аналіз і контроль в системі управління капіталом підприємства.: Монографія. К., 2005
- Економічний аналіз: Підручник, К., 2005
- Економічний аналіз: теорія і практика: Навчальний посібник, К., 2006
- Фінансовий контроль бюджетних ресурсів: Монографія. К., 2008
- Економічний аналіз діяльності підприємств: Підручник, К., 2008
- Аудит дохідної частини державного бюджету: Навчальний посібник, К., 2008
- Державний фінансовий аудит: методологія і організація: Монографія. К., 2009
- Теорія економічного аналізу: Навчальний посібник, К., 2009
- Фінансовий аналіз: Підручник. К., 2010
- Економічний аналіз : Підручник. К., 2011